# Pittosporum pullifolium
Pittosporum pullifolium är en tvåhjärtbladig växtart. Pittosporum pullifolium ingår i släktet Pittosporum och familjen Pittosporaceae.

## Underarter
Arten delas in i följande underarter:
- P. p. ledermannii
- P. p. pullifolium
- P. p. globosum
- P. p. macrocarpum
- P. p. purpurascens